# Bazylika św. Marcina w Ambergu
Bazylika św. Marcina (niem. Basilika St. Martin) – rzymskokatolicka świątynia parafialna znajdująca się w niemieckim mieście Amberg. Od 1980 roku nosi godność bazyliki mniejszej.

## Historia
Budowę kościoła rozpoczęto w 1421 roku, staraniem zamożniejszych mieszkańców miasta, przy wsparciu rady miejskiej, na miejscu romańskiej budowli. W 1452 roku rozpoczęto budowę sklepień, a w 1456 – nawy głównej. W 1509 ukończono wieżę do wysokości stropu nad piętrem dzwonowym. W 1538 wciąż nieukończona świątynia przeszła w ręce protestantów, od 1544 odprawiano tu luterańskie nabożeństwa. W 1557 z wnętrza kościoła usunięto ołtarze boczne i rzeźby. W XVII wieku świątynia wróciła w ręce katolików, wtedy też do kościoła wstawiono nowy ołtarz główny z obrazem autorstwa Caspara de Crayera. Kościół został poważnie zniszczony w 1703 roku, w trakcie wojny o sukcesję hiszpańską, a podczas odbudowy powstało barokowe wyposażenie wnętrza, a w latach 1723–1727 wzniesiono najwyższą kondygnację wieży. W latach 70. XIX w. wystrój wnętrza zmieniono na neogotycki. 16 lipca 1980 papież Jan Paweł II wyniósł kościół do godności bazyliki mniejszej. W latach 2012–2017 wyremontowano wieżę.

## Architektura i wyposażenie
Świątynia późnogotycka, trójnawowa, o układzie halowym. Przypory ustawiono wewnątrz kościoła, a między nimi wzniesiono empory. Wieża kościelna ma wysokość 93 m. Wnętrze zdobią neogotyckie ołtarze z lat 70. XIX wieku. Organy wykonało w 1968 roku przedsiębiorstwo Walcker Orgelbau z Ludwigsburga, składają się z 4832 piszczałek zgrupowanych w 50 głosów. Na wieży kościoła zawieszonych jest łącznie dziewięć dzwonów – siedem wisi na piętrze na wysokości kalenicy dachu nawy, a dwa – nad zegarem. Trzy dzwony, z lat 1318, 1399 i 1405, pochodzą z romańskiej świątyni, a trzy inne dzwony, z lat 1515, 1521 i 1537, odlał norymberski ludwisarz Hans Glockengießer. Feuerglocke, czyli dzwon pożarowy, pochodzi z 1529 roku.

## Galeria

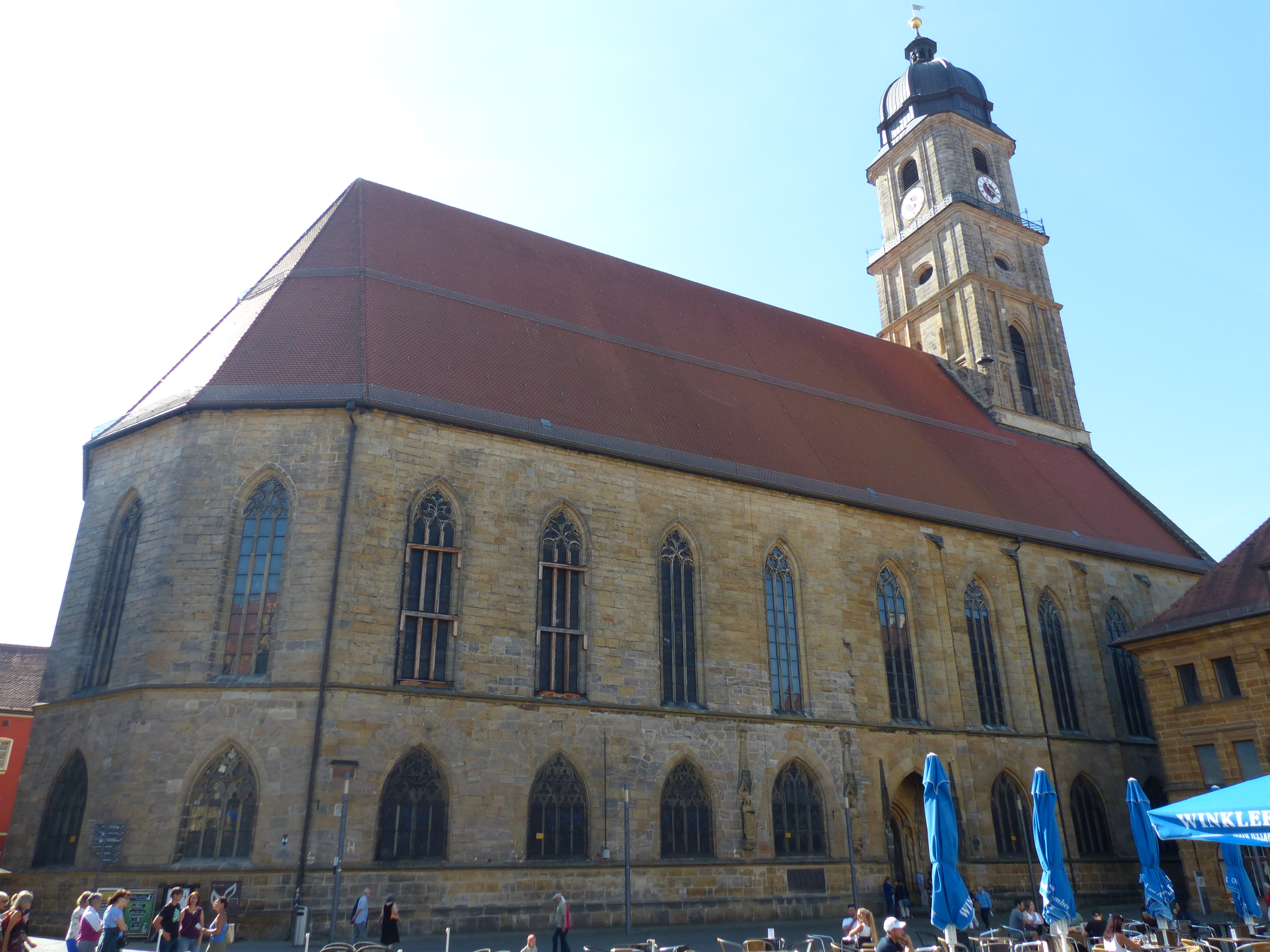
Widok z Marktplatzu
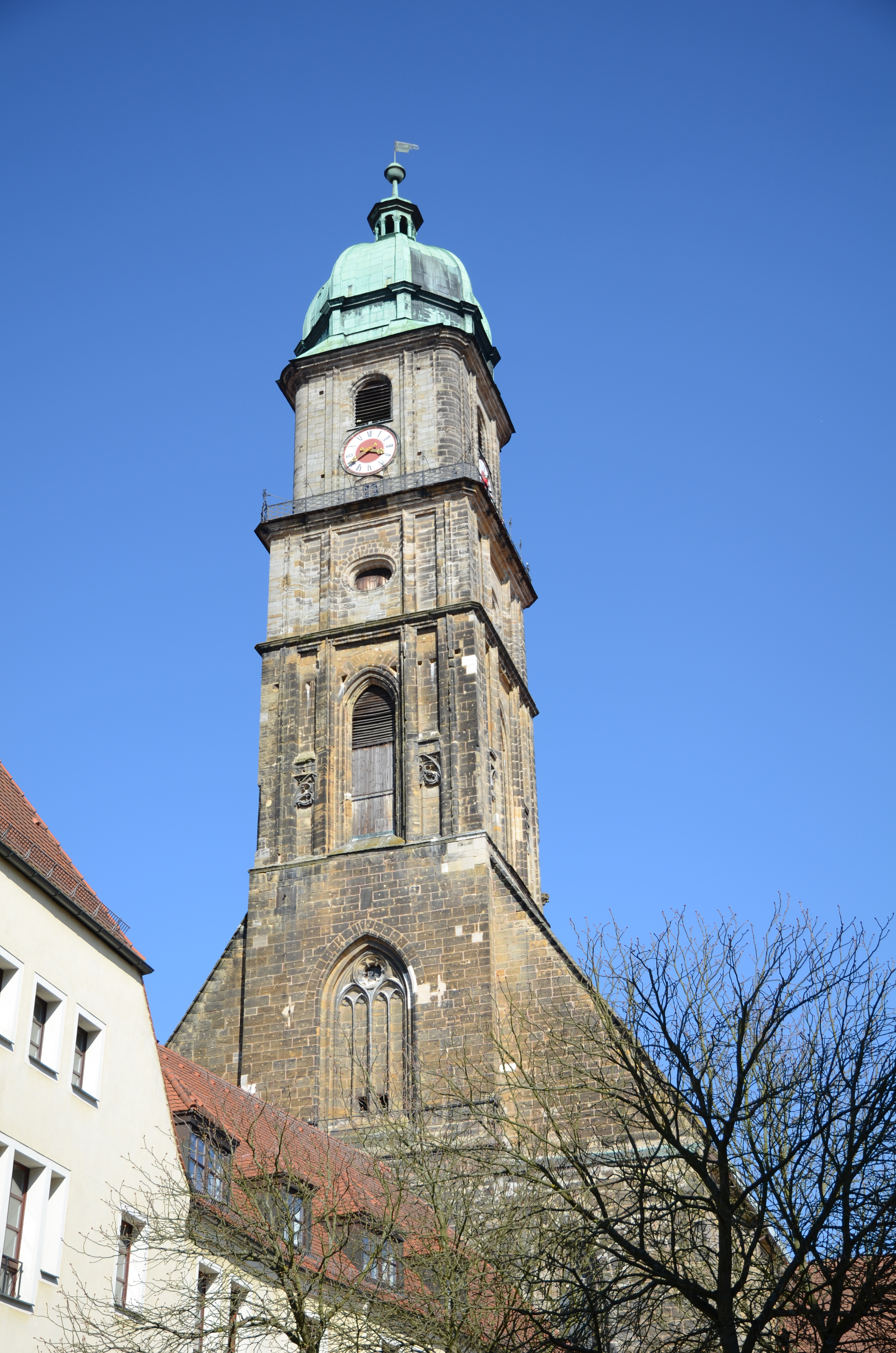
Wieża
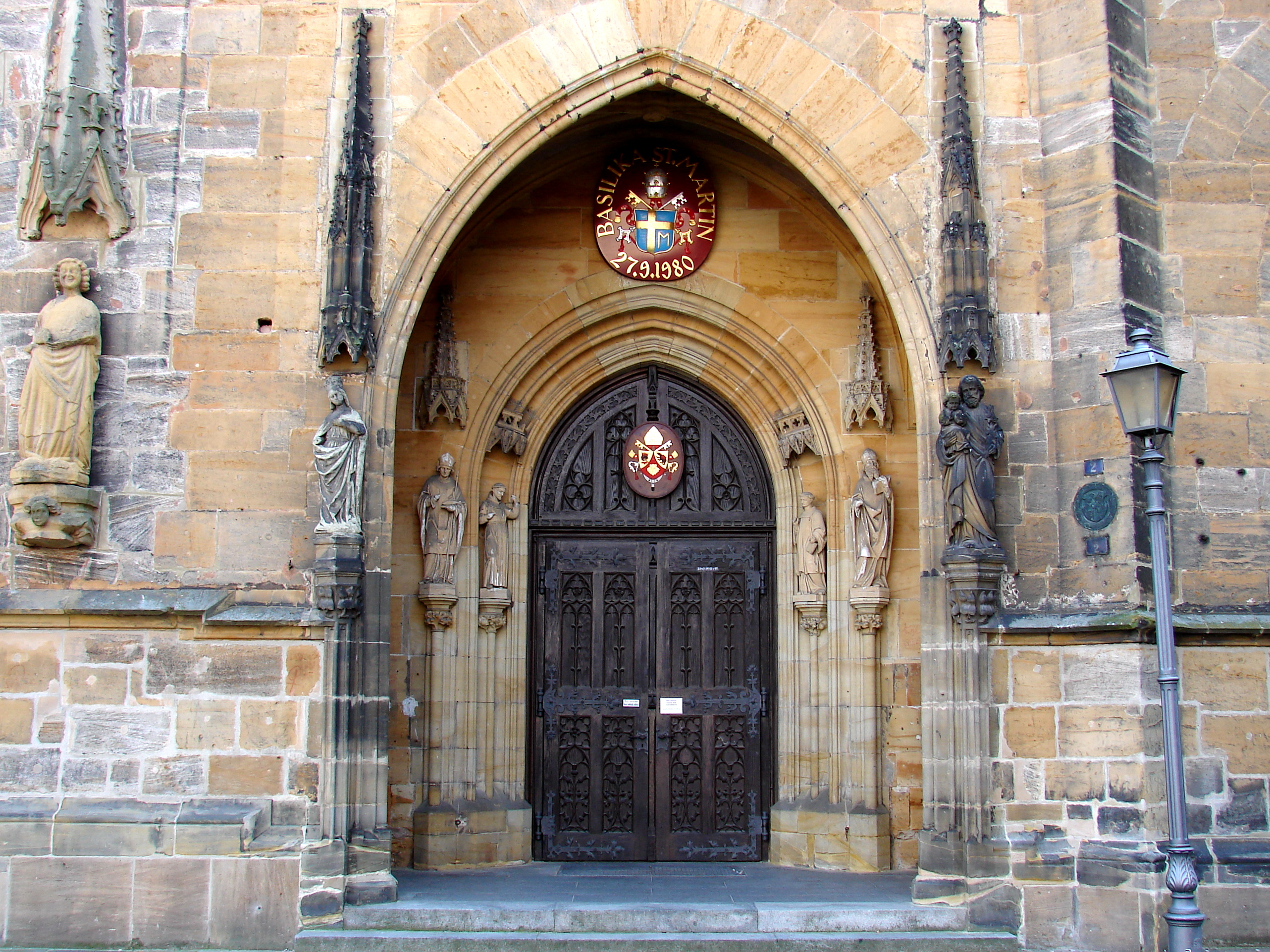
Portal wejściowy
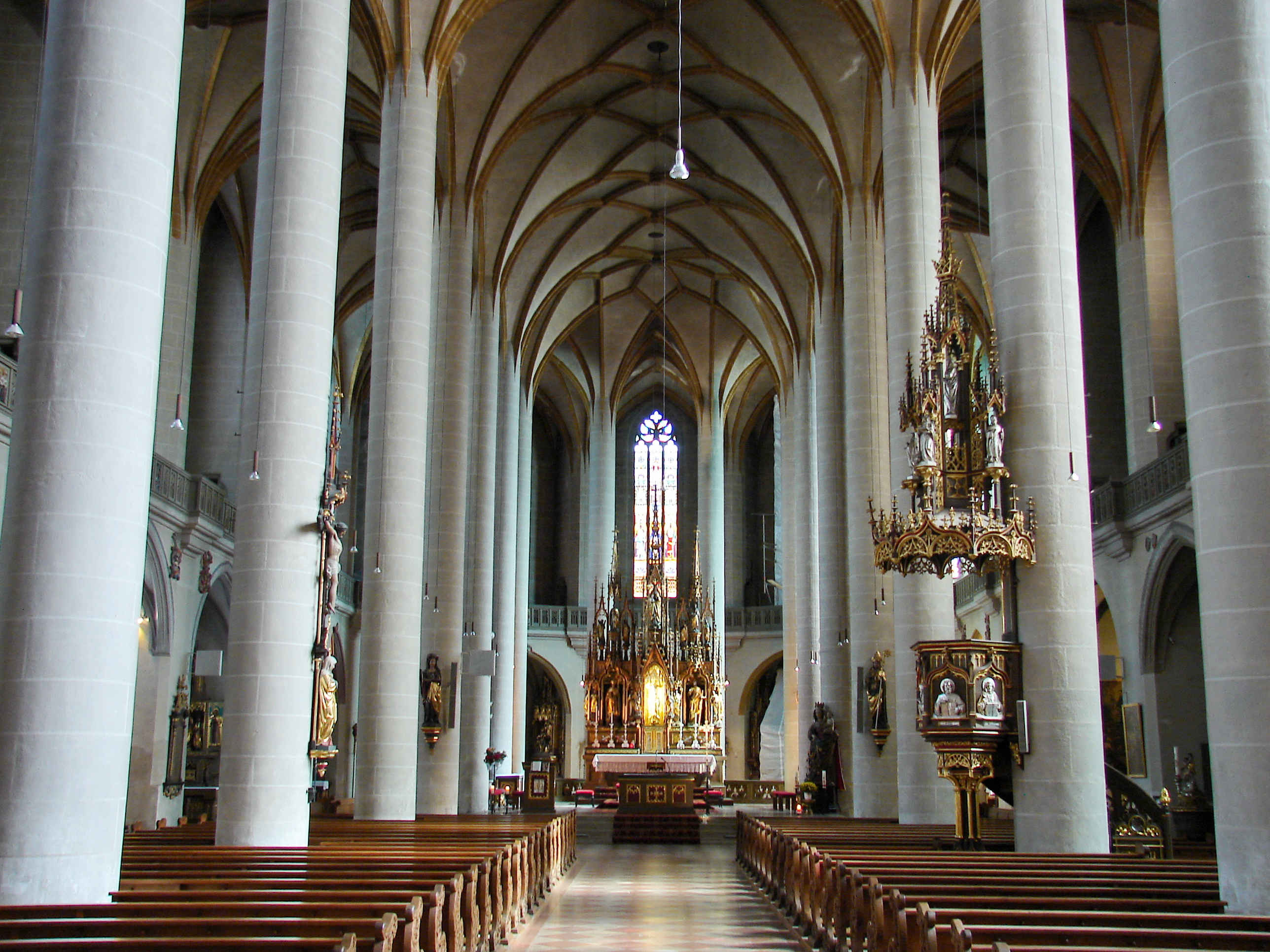
Wnętrze
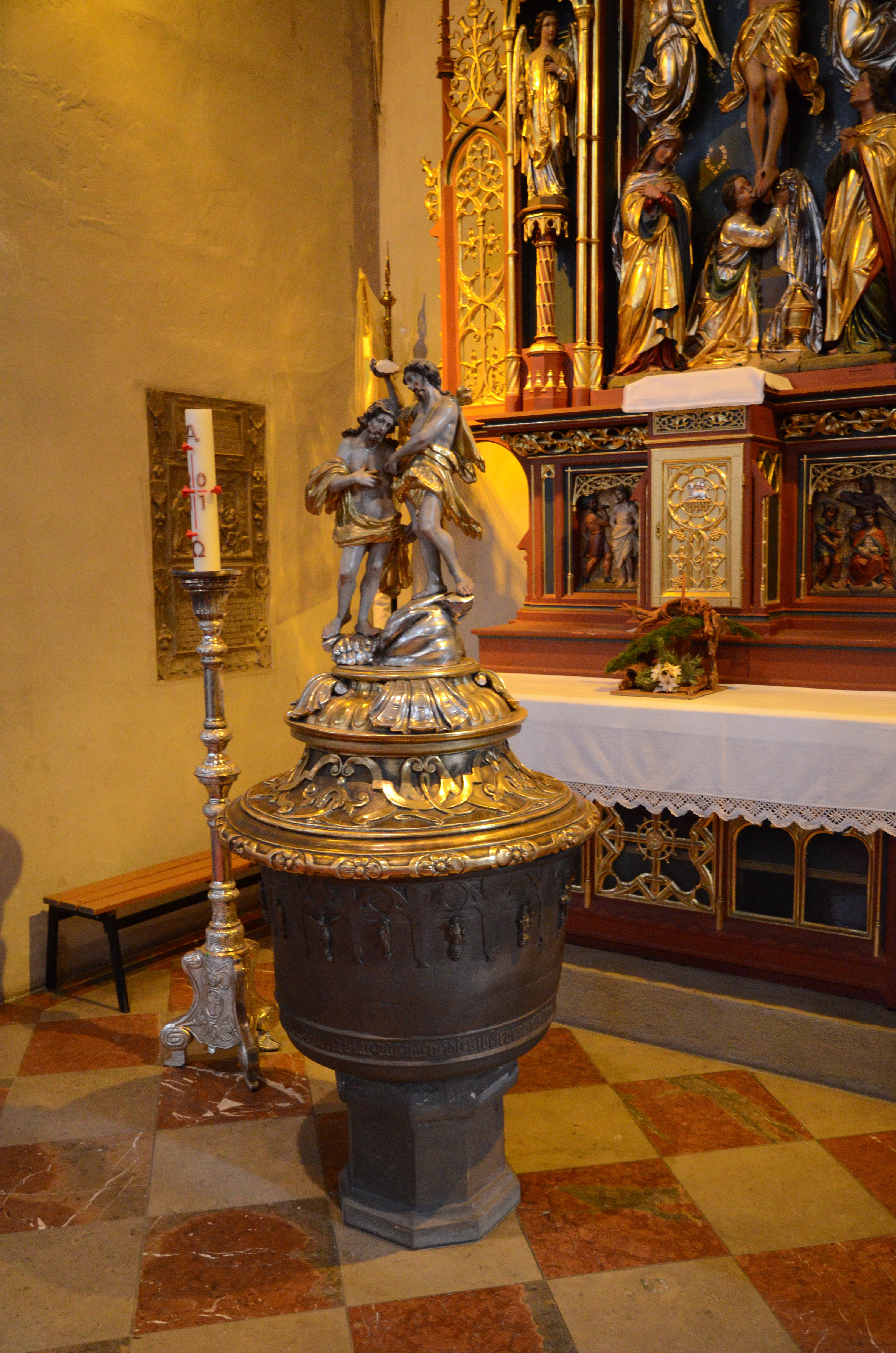
Chrzcielnica